# Giovanni Battista Pera
Giovanni Battista Pera (Torino, 24 dicembre 1899 – 21 febbraio 1950) è stato un politico italiano.
Eletto nelle file del Partito Socialista Italiano all'Assemblea Costituente, il 3 febbraio del 1947 aderisce alla neo formazione del Partito Socialista dei Lavoratori Italiani, che darà vita al Partito Socialista Democratico Italiano. Rieletto nella I legislatura, muore durante il mandato, sostituito da Paolo Rossi.